# 新竹市議會第十屆議員列表
新竹市議會第十屆議員由中華民國20歲以上之設籍新竹市市民於2018年11月24日公民直選選出，任期四年，無連任次數之限制。

## 選區
本屆新竹市議員選舉劃分為6個選區，應選34席，各選區議員席次分配如下：
- 第一選區（市議員東區，應選12席[註 1] （页面存档备份，存于））：東區東門聯里、東勢聯里、埔頂聯里、建功聯里
- 第二選區（市議員南區，應選4席）：東區竹蓮聯里、南門聯里
- 第三選區（市議員西區，應選2席）：北區西門聯里、客雅聯里
- 第四選區（市議員北區，應選9席）：北區士林聯里、湳雅聯里、北門聯里、南寮聯里
- 第五選區（6席）：香山區
- 第六選區（1席）：平地原住民

## 名單
| 選區     | 政黨       | 姓名   | 備註                                                          |
| -------- | ---------- | ------ | ------------------------------------------------------------- |
| 第一選區 | 民主進步黨 | 鄭美娟 |                                                               |
| 第一選區 | 民主進步黨 | 曾資程 |                                                               |
| 第一選區 | 中國國民黨 | 鍾淑英 |                                                               |
| 第一選區 | 中國國民黨 | 黃文政 |                                                               |
| 第一選區 | 中國國民黨 | 段孝芳 |                                                               |
| 第一選區 | 中國國民黨 | 鄭正鈐 | 轉任立法委員                                                  |
| 第一選區 | 中國國民黨 | 張祖琰 |                                                               |
| 第一選區 | 中國國民黨 | 余邦彥 | 副議長，選舉期間以無黨籍參選，選後申請恢復 中國國民黨黨籍     |
| 第一選區 | 中國國民黨 | 羅文熾 | 選舉期間以無黨籍參選，選後申請恢復 中國國民黨黨籍             |
| 第一選區 | 臺灣民眾黨 | 李國璋 | 2022年2月19日退出 中國國民黨 · 2022年4月3日加入 臺灣民眾黨    |
| 第一選區 | 時代力量   | 蔡惠婷 |                                                               |
| 第一選區 | 民主進步黨 | 劉崇顯 | 2024年3月29日宣布退出 台灣綠黨 · 2024年5月26日加入 民主進步黨 |
| 第二選區 | 民主進步黨 | 施乃如 |                                                               |
| 第二選區 | 中國國民黨 | 徐信芳 |                                                               |
| 第二選區 | 中國國民黨 | 許修睿 | 議長，選舉期間以無黨籍參選，選後申請恢復 中國國民黨黨籍       |
| 第二選區 | 無黨籍     | 田雅芳 |                                                               |
| 第三選區 | 民主進步黨 | 陳建名 |                                                               |
| 第三選區 | 中國國民黨 | 陳治雄 |                                                               |
| 第四選區 | 民主進步黨 | 李妍慧 |                                                               |
| 第四選區 | 民主進步黨 | 劉康彥 |                                                               |
| 第四選區 | 中國國民黨 | 蕭志潔 |                                                               |
| 第四選區 | 中國國民黨 | 吳青山 |                                                               |
| 第四選區 | 中國國民黨 | 顏政德 |                                                               |
| 第四選區 | 中國國民黨 | 黃美慧 | 選舉期間以無黨籍參選，選後申請加入 中國國民黨黨籍             |
| 第四選區 | 無黨籍     | 孫鍚洲 |                                                               |
| 第四選區 | 無黨籍     | 彭昆耀 |                                                               |
| 第四選區 | 時代力量   | 林彥甫 |                                                               |
| 第五選區 | 中國國民黨 | 陳慶齡 |                                                               |
| 第五選區 | 中國國民黨 | 林耕仁 |                                                               |
| 第五選區 | 中國國民黨 | 陳啓源 | 選舉期間以無黨籍參選，選後申請恢復 中國國民黨黨籍             |
| 第五選區 | 無黨籍     | 鄭成光 | 原 中國國民黨，於任內被國民黨開除黨籍                         |
| 第五選區 | 無黨籍     | 吳國寶 | 原選後將申請入國民黨，後來放棄申請，維持無黨籍                |
| 第五選區 | 時代力量   | 廖子齊 |                                                               |
| 第六選區 | 中國國民黨 | 林慈愛 |                                                               |

## 政黨席次
- 中國國民黨：17席
- 民主進步黨：6席
- 時代力量：3席
- 台灣綠黨：1席
- 臺灣民眾黨：1席
- 無黨籍：5席